# Vấn đề môi trường ở Bhutan
Có một số vấn đề môi trường ở Bhutan. Trong số các vấn đề cấp bách nhất của Bhutan là việc thu gom củi truyền thống, bảo vệ cây cối, Bảo tồn động vật hoang dã cũng như những mối quan tâm hiện đại như ô nhiễm công nghiệp, xử lý rác thải và thay đổi khí hậu đang đe doạ dân số và đa dạng sinh học của Bhutan. Việc sử dụng đất và nước cũng đã trở thành những vấn đề liên quan đến môi trường ở cả khu vực nông thôn lẫn thành thị. Ngoài những vấn đề chung này, những vấn đề khác như cung cấp các bãi đổ rác và ô nhiễm không khí và tiếng ồn đặc biệt phổ biến ở các khu vực tương đối công nghiệp hoá và đô thị hóa ở Bhutan. Trong nhiều trường hợp, những người ít quyền lực nhất về mặt tài chính và chính trị bị ảnh hưởng nhiều nhất bởi các vấn đề môi trường.
Đến năm 2011, Bhutan đã trải qua những hoạt động kinh tế gia tăng gây áp lực lên các nguồn tài nguyên thiên nhiên như đất đai, không khí và nước. Các hoạt động phát triển làm tăng đô thị hóa, công nghiệp hóa, khai thác mỏ, nông nghiệp, và các dự án quản lý chất thải rắn. Sự suy thoái đất, mất sự đa dạng sinh học và môi trường sống, lượng tiêu thụ nhiên liệu gỗ cao, và xung đột giữa sinh vật và con người là một trong những thách thức về môi trường của Bhutan. Mặc dù có những vấn đề trên, nhưng Bhutan nói chung đã giảm được việc xả khí thải nhà kính và không gây hại tới khí hậu.
Trong chính phủ Bhutan, Ủy ban Môi trường Quốc gia độc lập (NEC)  và Quỹ Ủy thác Bhutan, cũng như Bộ Y tế điều hành (đối với chất thải hóa học và chất thải phóng xạ), bộ kinh tế, và bộ Nông nghiệp và Rừng (Cục Lâm nghiệp)  có nhiệm vụ giải quyết các vấn đề môi trường. Vấn đề xử lý chất thải thường rơi vào nhiệm vụ các chính quyền địa phương, các dzongkhags và thromdes của Bhutan. Các tổ chức phi chính phủ hoạt động trong việc giải quyết các vấn đề môi trường tại Bhutan là Hiệp hội Bảo vệ Thiên nhiên Hoàng gia (RSPN), tổ chức phi chính phủ duy nhất trong nước và Tổ chức Bảo vệ Động vật Hoang dã Thế giới (WWF).